# Synagoge (Auerbach)

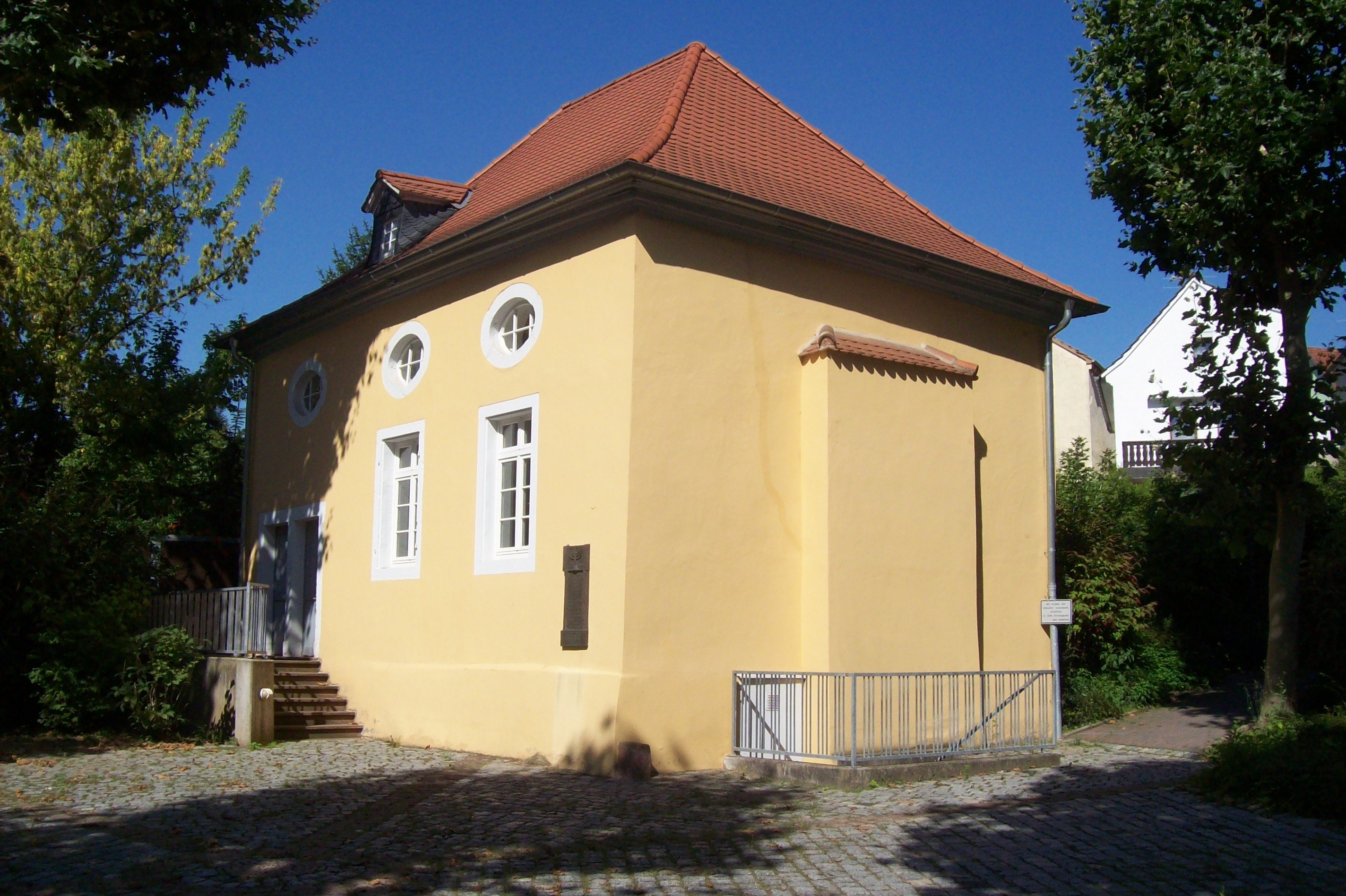
Synagoge in Auerbach

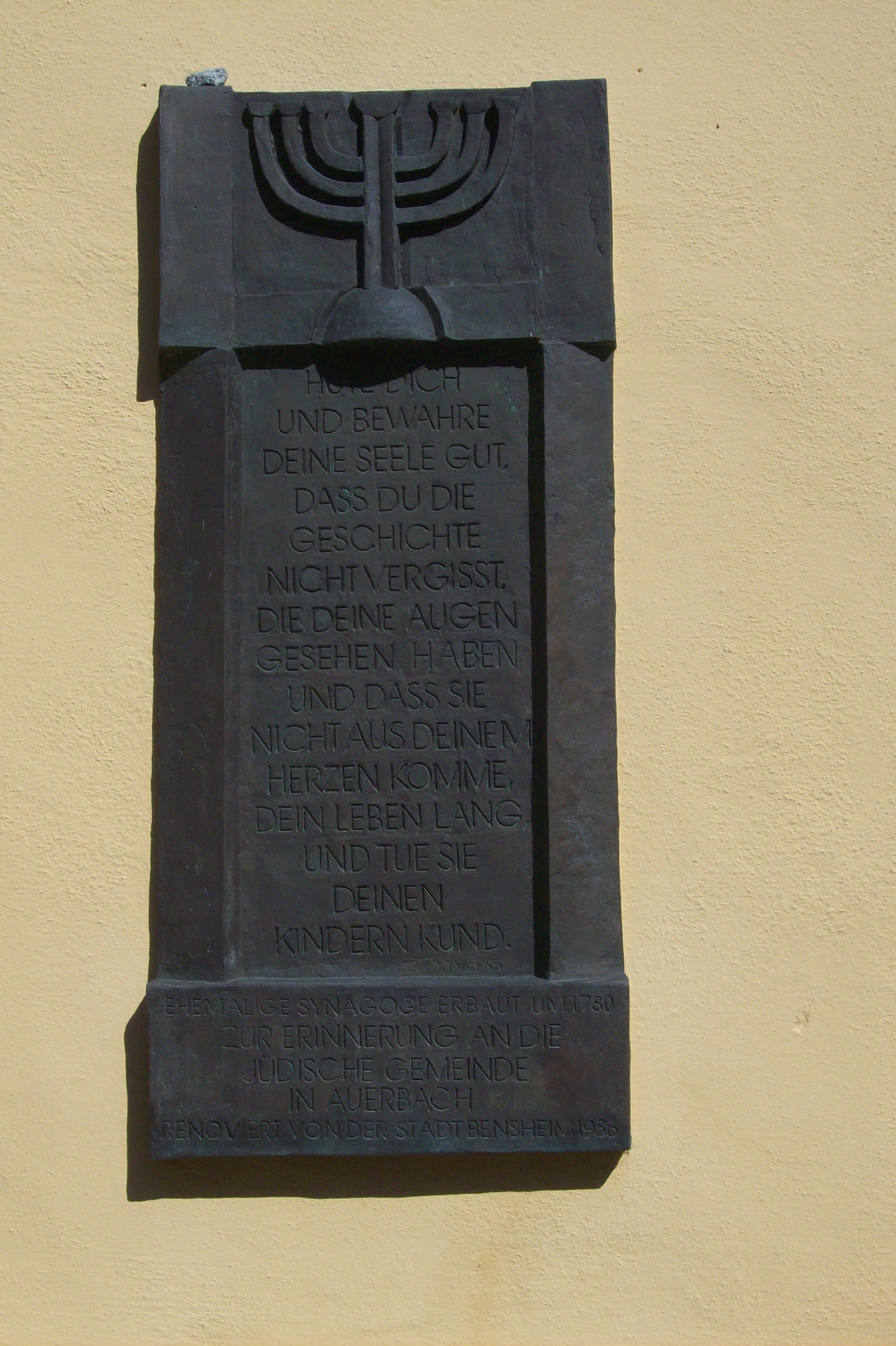
Gedenktafel

Die Synagoge in Auerbach, einem Stadtteil von Bensheim im Landkreis Bergstraße in Hessen, wurde 1779 errichtet. Die profanierte Synagoge an der Bachgasse 28 ist ein geschütztes Baudenkmal.

## Geschichte
Die Juden in Auerbach besuchten zunächst die Gottesdienste in der Bensheimer Synagoge. Im Jahr 1779 erbauten sie ihre eigene Synagoge in der Bachgasse, 1874 und 1911 wurde das Gebäude renoviert. Seit dem Ersten Weltkrieg, als ein großer Teil der jüdischen Männer aus Auerbach Kriegsdienst leisteten, tat man sich mit der jüdischen Gemeinde in Zwingenberg zusammen und hielt in der Zwingenberger Synagoge den Gottesdienst ab. Der letzte Gottesdienst in der Synagoge von Auerbach fand 1932 anlässlich der Trauung von Bella Hahn statt.
Berthold Frank, der letzte Vorsteher der jüdischen Gemeinde in Auerbach, verkaufte die Synagoge mit dem dazugehörigen Wohnhaus 1934 an den Inhaber einer Landmaschinen-Reparaturwerkstatt, der das Synagogengebäude als Werkstatt nutzte.
Bis zum Kauf der Synagoge durch die Stadt Bensheim im Jahr 1972 diente das ehemalige Gotteshaus als Werkstatt. Im Rahmen der Ortskernsanierung wurde das auf dem gleichen Grundstück stehende Gebäude der 1874 erbauten jüdischen Schule, in der sich auch die Lehrerwohnung und das rituelle Bad (Mikwe) befanden, abgebrochen. Die Synagoge wurde 1979 bis 1981 außen renoviert und der Vorplatz hergerichtet. Nach der Innenrenovierung wurde am 26. Oktober 1986 die ehemalige Synagoge als kultureller Veranstaltungsort eröffnet. Der Träger ist der „Auerbacher Synagogenverein“.
Auch wenn in Auerbach keine jüdische Gemeinde mehr existiert, so fanden doch drei Gottesdienste in der renovierten Synagoge statt: 1995 die Bar Mitzwa Feier einer Frankfurter Familie mit Landesrabbiner Nathan Peter Levinson, 1998 und 2010 Gedenkgottesdienste mit Rabbi Harry Jacobi und Rabbinerin Rachel Benjamin.

## Gedenken
An der Synagoge ist eine Gedenktafel mit der Inschrift angebracht: „Hüte Dich und bewahre deine Seele gut, dass du die Geschichte nicht vergisst, die deine Augen gesehen haben und dass sie nicht aus deinem Herzen komme dein Leben lang und tue sie deinen Kindern kund. 5. Mose. Ehemalige Synagoge erbaut um 1780. Zur Erinnerung an die jüdische Gemeinde in Auerbach. Renoviert von der Stadt Bensheim 1986“.